# Disco orario (album)
Disco orario è un album del gruppo musicale svizzero The Vad Vuc, pubblicato il 28 aprile 2017.

## Tracce
1. Pint of Guinness – 1:25
2. Carmen – 3:20
3. Rendez-vous (feat. Jgor Gianola) – 3:44
4. Chat Noir (feat. Zeno Gabaglio) – 3:54
5. Thousands Are Sailing (feat. Modena City Ramblers) – 5:40
6. Finnegan's Wake (feat. The Dublin Legends - The Dubliners) – 3:06
7. Dubliner's March (feat. Jerry O'Connor) – 2:12
8. Rügin (feat. Fabrizio Barale) – 3:35
9. Il ballo fermo di un impiccato – 4:04
10. Se quéstu l'è un óm (feat. Make Plain) – 3:19
11. Korobeiniki – 1:31
12. Addormentato in stazione – 5:45
13. Il male dentro (Bonus track) – 1:23

## Classifiche
| Classifica (2017) | Posizione massima |
| ----------------- | ----------------- |
| Svizzera          | 37                |